# Thomas H. Moodie
Thomas Hilliard Moodie (* 26. Mai 1878 in Winona, Minnesota; † 3. März 1948 in Spokane, Washington) war ein US-amerikanischer Politiker und im Jahr 1935 für kurze Zeit der 19. Gouverneur des Bundesstaates North Dakota.

## Frühe Jahre und politischer Aufstieg
Thomas Moodie besuchte die örtlichen Schulen seiner Heimat. Danach zog er nach Wadena und arbeitete in der Druckerei einer Zeitung. Zeitweise war er auch als Bremser für eine Eisenbahngesellschaft tätig. Nach seinem Umzug nach North Dakota wurde er Eigentümer und Herausgeber zweier Wochenzeitungen. Im Jahr 1933 war er Mitglied einer von Präsident Franklin D. Roosevelt eingesetzten Kommission zur Vergabe öffentlicher Gelder für regierungseigene Gebäude.

## Kurze Gouverneurszeit und weiterer Lebenslauf
Im Jahr 1934 wurde Moodie als Kandidat der Demokratischen Partei zum neuen Gouverneur von North Dakota gewählt, wobei er sich mit 53 Prozent der Stimmen gegen die Republikanerin Lydia Cady Langer durchsetzte. Bald nach seiner Amtseinführung am 7. Januar stellte sich heraus, dass er seinen Wohnsitz noch nicht lange genug in North Dakota hatte, um für das Amt des Gouverneurs wählbar zu sein. Daraufhin wurde er vom North Dakota Supreme Court im Februar nach nur fünf Wochen Amtszeit abgesetzt und durch Vizegouverneur Walter Welford ersetzt.
Anschließend widmete er sich wieder seinen Zeitungen. Er war aber auch Mitglied einiger Bundes- und Staatsausschüsse in North Dakota. In Montana war er während des Zweiten Weltkrieges Mitglied des Ausschusses zur Finanzierung der Kriegskosten (State War Finance Committee). Thomas Moodie starb im März 1948. Er war mit Julia Edith McMurray verheiratet.